# Перісад V
Перісад V (рік народження невідомий — помер бл.109  до н.е.) —  цар Боспору, що правив близько 145 до н. е./125 до н. е. — 109 до н.е. Останній представник династії  Спартокідів.

## Правління
Відомості про Перісада V вкрай мізерні. Відомо, що Перісад карбував свою монету. Близько 110 до н.е. на Боспор прибув полководець понтійського царя Мітрідата Євпатора Діофант з дипломатичною місією.
У цей момент, в 109 до н.е. на Боспорі спалахнуло повстання під керівництвом Савмака, вихованця Перісада, в ході якого цар був убитий, а Діофант втік.